# Bert Obereiner

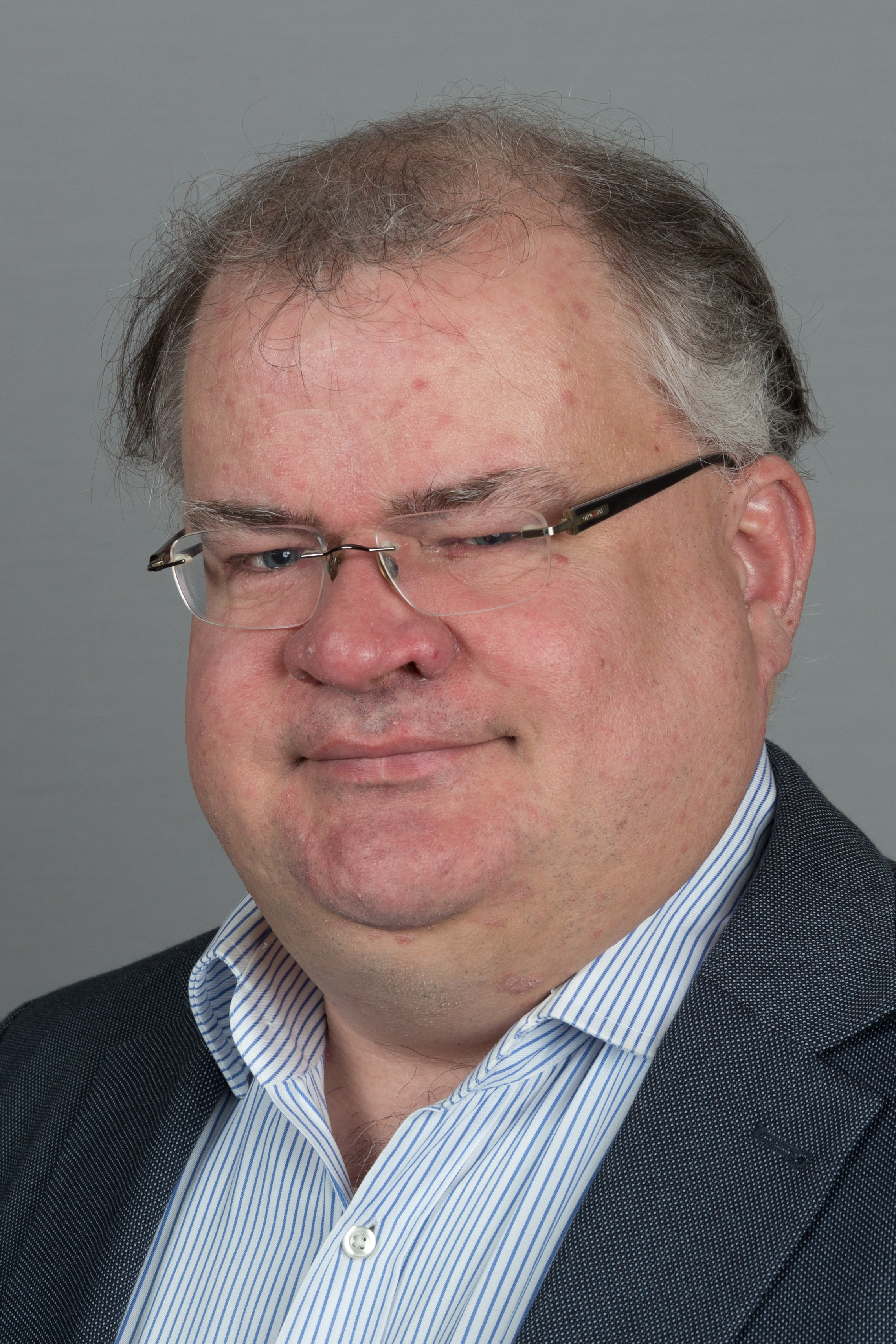
Bert Obereiner (2017)

Bert Obereiner (* 13. Februar 1970 in Schwerin) ist ein deutscher Bauingenieur und Politiker der Partei Alternative für Deutschland in Mecklenburg-Vorpommern. Bei der Landtagswahl in Mecklenburg-Vorpommern 2016 wurde er über die AfD-Landesliste in den Landtag Mecklenburg-Vorpommern gewählt.

## Leben
Er lebt in Schwerin. Er wurde als Kandidat von seiner Partei bei der Landtagswahl auf Listenplatz 15 nominiert, trat aber in keinem Wahlkreis an, was bei der AfD, laut Zeit, selten ist. 
Im Wahlkampf tauchte er kaum auf. Die Zeit schrieb: „Spuren führen zu einem Bauunternehmen, bei dem er gearbeitet haben soll. Facebook zeigt, dass er Musik von Rammstein mag, Pegida-Spaziergänge und Thilo Sarrazin.“
Im September 2019 wurde Obereiner als stellvertretender Fraktionsvorsitzender der AfD-Landtagsfraktion Mecklenburg-Vorpommern bestätigt.
Bei der Landtagswahl in Mecklenburg-Vorpommern 2021 trat er im Landtagswahlkreis Stralsund II an und erreichte mit 16,2 Prozent der Erststimmen den dritten Platz.